# Evgueni Liapine
Ne pas confondre avec la rivière Liapine ou le hockeyeur Evgueni Lapine (en).
Evgueni (ou Ievgueni) Sergueïevitch Liapine (en russe Евгений Сергеевич Ляпин, en anglais Evgenii Sergeevich Lyapin) est un mathématicien russe, né le 19 septembre 1914 à Odessa, à l'époque dans l'Empire russe, aujourd'hui en Ukraine, et mort le 13 janvier 2005 à Saint-Pétersbourg, en Russie. Il est spécialiste d'algèbre, et est réputé pour avoir écrit la première monographie sur les demi-groupes, en 1960. 

## Biographie
Les parents de Evgueni Sergueïevitch sont tous deux enseignants ; le père enseigne les mathématiques. À cause de sa mauvaise santé, le père, originaire de Saint-Pétersbourg, est envoyé à Yalta, en Crimée ; c'est là qu'il rencontre sa future femme. Il étudie les mathématiques à Odessa, où Evgueni Sergueïevitch est né. Après la Révolution d'Octobre, la famille retourne à Saint-Pétersbourg en novembre 1917.
Après des études secondaires brillantes achevées en 1931, Evgueni Sergueïevitch choisit de faire des études universitaires. Son premier choix, l'économie, lui est refusé, ainsi que son deuxième choix, des études d'histoire. Finalement, il est admis en mathématiques, à l'université d'État de Leningrad après la démission d'un autre élève. 
Il est diplôme de l'université en 1936, et tout en occupant un poste d'assistant à l'université Herzen, il poursuit des recherches sous la direction de Vladimir Abramovich Tartakovskii, en théorie des groupes. Il obtient le diplôme de Candidat (un doctorat) en 1939 et continue ses recherches jusqu'à la guerre et le siège de Leningrad, pendant lequel il entreprend des recherches météorologiques à l'Observatoire principal de géophysique de Leningrad.  
À la fin de la guerre, il soutient son habilitation, sur des systèmes algébriques avec une opération infinitaire, en 1946. La même année, il est nommé directeur du département d'algèbre à l'université Herzen, position  qu'il occupe jusqu'à sa retraite en 1982, et professeur d'algèbre à l'université d'État de Leningrad. Pendant toute cette période, il a une influence déterminante sur l'orientation de la recherche dans ce département.
Tout en poursuivant des recherches, il participe activement à l'enseignement ; ainsi, il est en Inde dans les années 1960 comme expert de l'Unesco pour élaborer des recommandations visant à améliorer l'enseignement. Il participe aussi à l'élaboration de modifications substantielles dans les programmes d'enseignement des mathématiques des universités russes. Son attitude est réservée face aux institutions politiques en place. Il n'est pas membre du parti communiste, ce qui lui ferme l'accès à des postes de haute responsabilité. Il s'oppose par ailleurs avec fermeté à des mesures qui ne lui paraissent pas dictées par des considérations scientifiques.

## Contributions scientifiques
Liapine commence à publier des articles sur les demi-groupes à partir de 1947. Il était à l'époque l'un des pionniers de ce domaine, avec Anton Kazimirovich Suschkewitsch (en), Alfred H. Clifford, Anatoli Maltsev, D. Rees, P. Dubreil, M.-L. Dubreil-Jacotin, F. W. Levi et quelques autres. C'est en 1960 qu'il publie sa monographie sur le demi-groupes, en russe, qui est traduite en 1963 et rééditée deux fois. Il travaille aussi activement sur les opérations partielles et écrit une monographie sur le sujet avec A. E. Evseïev, publiée en russe en 1991 et traduite en 1997. Liapine était très attentif et productif comme directeur de thèse. 
Il a eu plus de cinquante étudiants en thèse, et plusieurs de ces élèves ont eux-mêmes eu une descendance académique. Liapine a écrit des livres d'enseignement, notamment un cours d'algèbre supérieure, un autre d'algèbre et théorie des nombres en deux volumes, et un livre d'exercices en théorie des groupes, le seul à avoir été traduit en anglais.

### Sur Liapine
- (en) Anna Yakovlevna Aizenshtat et Boris M. Schein, « Evgeniy Sergeyevich Lyapin - in memoriam », Aequationes Mathematicae, vol. 73, nos 1-2,‎ 2007, p. 1-9 (ISSN 0001-9054, DOI 10.1007/s00010-006-2870-6, MR 2311651)